# Jacek Cichocki

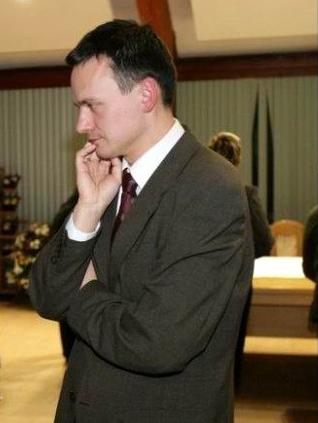
Jacek Cichocki

Jacek Cichocki (anhörenⓘ) (* 17. Dezember 1971 in Warschau) ist ein polnischer Soziologe, Politologe und Politiker. Von November 2011 bis Februar 2013 war er Innenminister und anschließend bis November 2015 Minister ohne Geschäftsbereich.
Jacek Cichocki ist Absolvent des Fachbereichs für Philosophie und Soziologie der Universität Warschau. Von 1992 bis 2008 arbeitete Cichocki am Zentrum für Oststudien in Warschau. Dort war er 1992 bis 1996 Experte für bewaffnete Konflikte ethnische Probleme der postsowjetischen Staaten tätig. Überschneidend war Cichocki von 1995 bis 1997 Assistent des Mittel- und Osteuropa-Forums der Stefan-Batory-Stiftung. 1997 bis 1998 war er Leiter der Abteilung für den Kaukasus und Zentralasien des Centre for Eastern Studies. Anschließend leitete er dort bis zum Jahr 2000 den Bereich Ukraine, Belarus und baltische Staaten. Von 2001 bis 2004 war Jacek Cichocki stellvertretender und anschließend bis November 2007 Vorsitzender des Zentrums. Am 22. Januar 2008 wurde er Staatssekretär der Kanzlei des Ministerpräsidenten Donald Tusk sowie Sekretär des Kollegiums für Geheimdienste. Am 17. November 2011 wurde er von Donald Tusk als zukünftiger Innenminister vorgestellt. Am 25. Februar 2013 hat er das Ministerium an Bartłomiej Sienkiewicz abgegeben und gehörte seitdem dem Kabinett sowie auch in der Folge dem Kabinett Kopacz bis zu deren Ende im November 2015 als Minister ohne Geschäftsbereich an. Danach ging er als Analytiker zum Digital Economy Lab der Universität Warschau.
Jacek Cichocki ist verheiratet und hat vier Kinder.

## Auszeichnungen
- 2006: Verdienstkreuz der Republik Polen in Gold[6]